# Traición
Traición (inicialment anomenada Indicios, Leyes de familia o Código de familia) és una sèrie produïda per Bambú Producciones per la cadena espanyola La 1. És protagonitzada per Ana Belén, Pedro Alonso, Nathalie Poza, Manuela Velasco, Antonio Velázquez i Natalia Rodríguez, entre d'altres. La seva estrena va estar prevista per a tardor de 2017, estrenant-se finalment el dimarts 28 de novembre de 2017. La primera temporada de la sèrie consta de 9 episodis.

## Argument
La història comença quan Julio (Helio Pedregal) reuneix a tota la seva família per a explicar-los que pateix una malaltia terminal i vol fer alguns canvis en l'empresa familiar. Després d'aquests canvis un important secret veurà la llum, els afectats seran la seva dona Pilar (Ana Belén) i les seves 4 fills: Isabel (Manuela Velasco), mestressa de casa; Claudia (Natalia Rodríguez), la germana menor; Almudena (Nathalie Poza), advocada; i Roberto (Pedro Alonso), també advocat.

## Repartiment

### Temporada única

#### Repartiment principal
- Ana Belén - Pilar del Riego
- Pedro Alonso - Roberto «Rober» Fuentes del Riego
- Nathalie Poza - Almudena Fuentes del Riego
- Manuela Velasco - Isabel Fuentes del Riego
- Antonio Velázquez - Carlos Santos
- Natalia Rodríguez - Claudia Fuentes del Riego / Claudia Soler del Riego
- Eloy Azorín - Rafael «Rafa» Sotomayor
- Carlos Bardem - Julián Casas
- Israel Elejalde - Víctor Ayala
- Begoña Maestre - Beatriz «Bea» Sánchez
- Susana Córdoba - Miriam Márquez Ortega
- Gaby Del Castillo - Sergio Muñoz Fuentes

##### Amb la col·laboració especial de
- Helio Pedregal - Julio Fuentes Álamo † (Capítol 1)

#### Repartiment recurrent

##### Amb la col·laboració de
- Pau Durà com Gonzalo Muñoz (Episodi 3 - Episodi 9)
- Pep Antón Muñoz com Joaquín Soler (Episodi 1 - Episodi 2; Episodi 4 - Episodi 9)
- Belén López com Manuela (Episodi 1 - Episodi 4, Episodi 6 - Episodi 9)
- Raúl Mérida com David Ribera † (Episodi 1 - Episodi 9)
- Pepe Ocio com Jaime Aguado † (Episodi 1 - Episodi 5)
- Quim Ramos com Diego (Episodi 1 - Episodi 2; Episodi 4 - Episodi 9)
- Pep Munné com Pedro R. (Episodi 3)
- Carlos Olalla com Luis (Episodi 1 - Episodi 2)
- Ramón Agirre com Juan (Episodi 2)
- Xabier Murua com Saúl (Episodi 5)

##### Han intervingut
- Rebeca Sala - Susana (Episodi 1 - Episodi 9)
- Belén Ponce de León - Valeria (Episodi 5 - Episodi 9)
- Paul Berrondo - Gálvez (Episodi 4)
- Francesc Galcerán - Assessor financer (Episodi 4)
- Lolo Diego - Client Tuguri (Episodi 4)
- Jorge Aznar - Vigilant trasteros (Episodi 4)
- Raquel Burbano - Tècnic sanitari (Episodi 4)
- Chema de Miguel - Esteban (Episodi 3)
- Carmen Arévalo - Gloria (Episodi 3)
- Jesús Mateo - Agent judicial (Episodi 2 - Episodi 3, Episodi 5)
- Javier Pasanau - Rubén (Episodi 1 - Episodi 3, Episodi 5)
- Eva Redondo - Policia uniformada (Episodi 3)
- Dion Córdoba - Sedes (Episodi 1 - Episodi 2, Episodi 5)
- Julio Alonso - Dr. Molina (Episodi 1 - Episodi 2)
- Jorge Cabrera - Forense (Episodi 1 - Episodi 2)
- Úrsula Gutiérrez - Comercial (Episodi 1 - Episodi 2)
- Jacobo Girón - Mario (Episodi 1 - Episodi 2)
- Yiyo Alonso - Home traster (Episodi 2)
- Maiken Beitia - Casera (Episodi 1)
- Jose Fuentefría - Metge (Episodi 1)
- Marc Meseguer - Metge (Episodi 1)
- María Mera - Laura (Episodi 9)

## Episodis i audiències
| Temporada | Temporada | Episodis | Estrena                | Final               | Audiència mitjana | Audiència mitjana | Audiència mitjana |
| Temporada | Temporada | Episodis | Estrena                | Final               | Espectadors       | Quota             |                   |
| --------- | --------- | -------- | ---------------------- | ------------------- | ----------------- | ----------------- | ----------------- |
|           | 1         | 9        | 28 de novembre de 2017 | 30 de gener de 2018 | 1.995.000         | 12,2%             |                   |

### Primera temporada (2017-2018)
| N.º (serie) | N.º (temp.) | Títol                               | Director(s)                     | Data d’emissió         | Audiència         |
| ----------- | ----------- | ----------------------------------- | ------------------------------- | ---------------------- | ----------------- |
| 1           | 1           | «Una familia feliz»                 | Antonio Hernández               | 28 de novembre de 2017 | 2 281 000 (14,1%) |
| 2           | 2           | «No sé quién eres»                  | Antonio Hernández Lino Escalera | 5 de desembre de 2017  | 1 992 000 (13,0%) |
| 3           | 3           | «La verdad pública»                 | Lino Escalera                   | 12 de desembre de 2017 | 2 062 000 (12,2%) |
| 4           | 4           | «Padre nuestro»                     | Antonio Hernández               | 19 de desembre de 2017 | 1 889 000 (11,6%) |
| 5           | 5           | «Naturaleza muerta»                 | Antonio Hernández               | 26 de desembre de 2017 | 1 878 000 (11,5%) |
| 6           | 6           | «¿De qué lado estás?»               | Lino Escalera                   | 9 de gener de 2018     | 1 961 000 (11,3%) |
| 7           | 7           | «Si golpean a uno, golpean a todos» | Antonio Hernández               | 16 de gener de 2018    | 1 897 000 (11,4%) |
| 8           | 8           | «180 segundos»                      | Lino Escalera                   | 23 de gener de 2018    | 1 943 000 (12,4%) |
| 9           | 9           | «Una última verdad»                 | Antonio Hernández               | 30 de gener de 2018    | 2 054 000 (12,4%) |